# چینی‌پنجه
چینی‌پنجه (نام علمی: Sinonyx) نام یک سرده از تیره میان‌پنجه‌گان است.